# 프랑크 오르데네비츠
프랑크 오르데네비츠(독일어: Frank Ordenewitz, 1965년 3월 25일 ~ )는 독일의 전직 축구 선수이다. 현역 시절 포지션은 공격수였다.

## 클럽 경력
프랑크 오르데네비츠는 1983 시즌을 앞두고 SV 베르더 브레멘에 입단하며 커리어를 시작했다. 1987-88 시즌 리그에서 30경기에 출전해 15골을 기록하면서 팀의 분데스리가 우승에 기여했다. 1988년에는 우승이 걸린 경기에서 심판이 지나친 자신의 핸드볼 파울을 인정하였으며 이 사건으로 당해 FIFA 페어플레이상을 수상했다.
1989-90 시즌을 앞두고 1. FC 쾰른에 입단했다.
1993 시즌 여름 이적시장에서 J리그의 제프 유나이티드 이치하라 지바로 이적했다. 1993년 8월 4일에 열린 나고야 그램퍼스와의 경기에서 J리그 첫 골을 포함해 2골을 기록했다. 이후 차기 시즌인 1994 시즌에는 리그에서 40경기에 출전해 30골을 기록하는 놀라운 활약으로 1994 시즌 J리그 득점왕에 올랐다.
1994-95 시즌 겨울 이적시장에서 분데스리가의 함부르거 SV로 이적했다.
이후 1996 시즌을 앞두고 재팬 풋볼 리그의 베갈타 센다이에 입단했다.
1997-98 시즌에는 VfB 올덴부르크에서 활약했다.

## 국가대표팀 경력
프랑크 오르데네비츠는 1987년, 서독 축구 국가대표팀에 차출되어 2경기를 소화했다.

## 수상

### 팀

#### SV 베르더 브레멘
- 분데스리가 우승: 1987-88

### 개인
- FIFA 페어플레이상 수상: 1988
- J리그 득점왕: 1994